# Gemini 7
Gemini 7 (GT-7) fu una missione nello spazio con equipaggio nel corso del programma Gemini degli Stati Uniti d'America.

## L'equipaggio
Il 1º luglio 1965, poco dopo la conclusione della missione di Gemini 4, la NASA annunciò che l'intero equipaggio di riserva di quella missione sarebbe stato incaricato di assumere la missione di Gemini 7. Frank Borman venne nominato comandante e James A. Lovell pilota della capsula. Per entrambi si trattò del primo volo nello spazio.
L'equipaggio di riserva era composto da Edward H. White, l'astronauta che con Gemini 4 aveva svolto la prima passeggiata nello spazio di un astronauta americano e da Mike Collins. Collins fu il primo astronauta del terzo gruppo scelto dalla NASA a essere ufficialmente nominato per un incarico in una missione.
Radiofonisti di contatto con la capsula - (Capcom) furono gli astronauti Charles Bassett ed Elliot See, già nominati come equipaggio per la missione di Gemini 9 (programmata per l'anno successivo), Eugene Cernan membro dell'equipaggio di riserva di Gemini 9 nonché un ulteriore astronauta del terzo gruppo Alan L. Bean.

## Preparazione

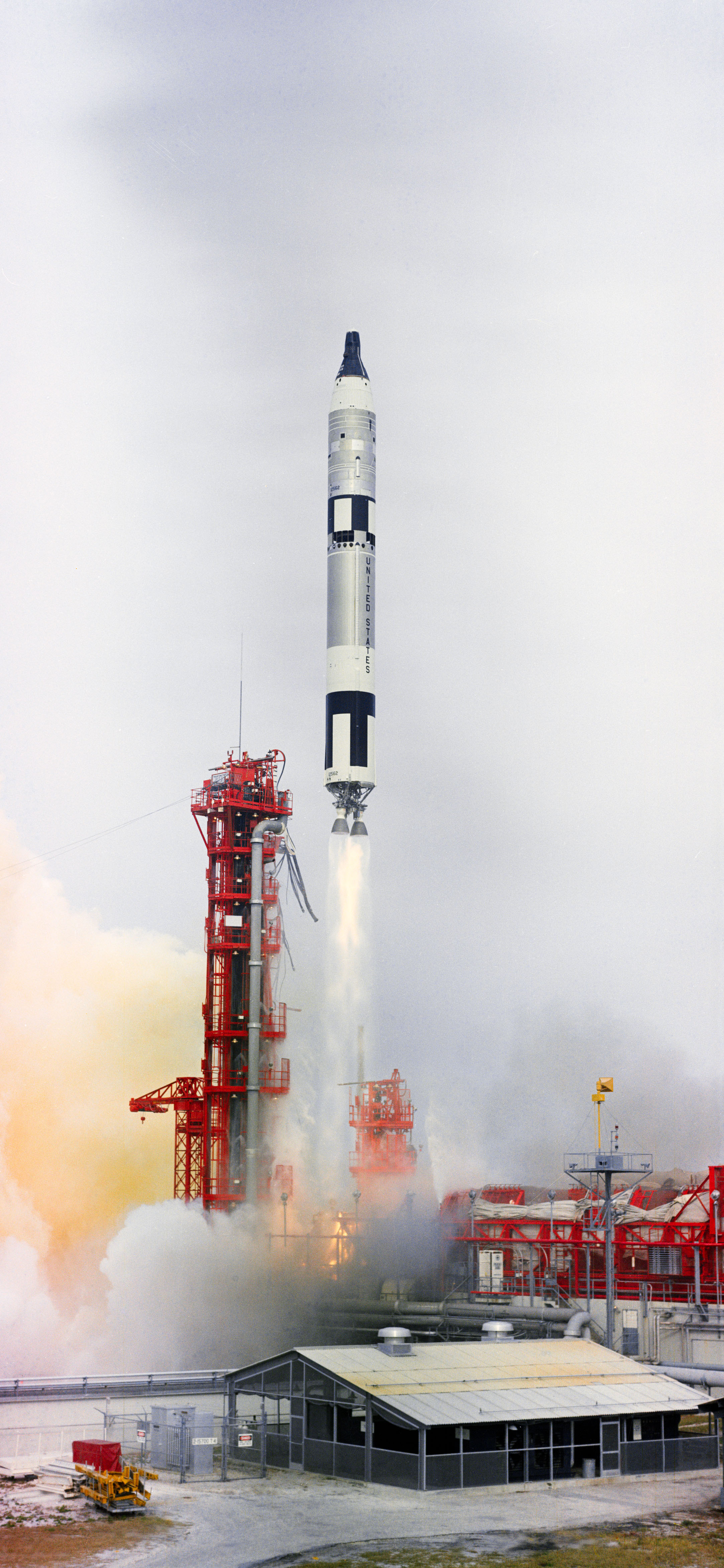
Il lancio di Gemini 7

Gemini 7 venne preparata per essere un volo a lunga durata. Durante la missione era previsto fra l'altro il collaudo delle nuove tute spaziali. Per la prima volta infatti, venne prevista la possibilità di togliersi le ingombranti tute, durante determinate fasi della missione. La nuova tuta, comunque, non era concepita per garantire una sopravvivenza prolungata nel vuoto, pertanto in caso di un'avaria nella capsula - in particolar modo di una fessura - la missione sarebbe stata immediatamente interrotta con conseguente rientro dell'equipaggio con un atterraggio d'emergenza.
La capsula per la missione Gemini venne consegnata a Cape Kennedy il 9 ottobre, proprio mentre stavano proseguendo a pieno ritmo i preparativi per il lancio di Gemini 6.
Tale lancio era programmato per il 25 ottobre, ma dovette essere cancellato, dato che il satellite GATV-6, precedentemente appositamente lanciato e al quale Gemini 6 avrebbe dovuto avvicinarsi mediante una manovra rendezvous non aveva raggiunto l'orbita terrestre ed era esploso.
Solo tre giorni dopo tale fallimento, fu lo stesso Presidente degli Stati Uniti Lyndon B. Johnson ad annunciare che le missioni di Gemini 6 e Gemini 7 sarebbero diventate una contemporanea e doppia missione, cioè la prima manovra di avvicinamento pilotata nella storia dei voli nello spazio di due veicoli spaziali con equipaggio.
Siccome il razzo portante di Gemini 6 poté essere smontato, il 29 ottobre fu già possibile iniziare con l'assemblaggio sulla rampa di lancio n. 19 del razzo portante del tipo Titan. L'11 novembre fu possibile concludere tale lavoro attraverso il montaggio della capsula spaziale.
Per una missione programmata a durare ben 14 giorni, si presentarono esigenze totalmente differenti rispetto alle possibilità offerte dalla capsula fino ad allora. Ad esempio dovettero essere previsti appositi contenitori per inserire i vari rifiuti prodotti durante la missione (p.e. involucri dei cibi per gli astronauti). Un'ulteriore novità si riferiva all'orario di lavoro degli astronauti. Infatti gli astronauti di Gemini 4 e Gemini 5 avevano fatto notare che non fu assolutamente possibile inserire le fasi di riposo alternandosi nei turni per dormire. Pertanto per questa missione il ritmo dell'orario di lavoro venne adattato al ritmo di una giornata terrestre.
A causa della lunga durata del volo fu possibile per gli astronauti svolgere diversi esperimenti di carattere scientifico, in particolar modo nel settore medico.

## Missione
Gemini 7 venne lanciato il 4 dicembre 1965. Poco dopo il distacco dal razzo vettore del tipo Titan Borman girò la capsula ed eseguì una manovra di avvicinamento - rendezvous con il secondo stadio del razzo predetto. A causa di carburante che continuava a uscire da una tubazione del razzo, questo iniziò a dondolare, tanto che Borman si avvicinò solo fino a 15 metri al razzo onde garantire l'incolumità della sua capsula. Si rinunciò a ogni ulteriore tentativo.

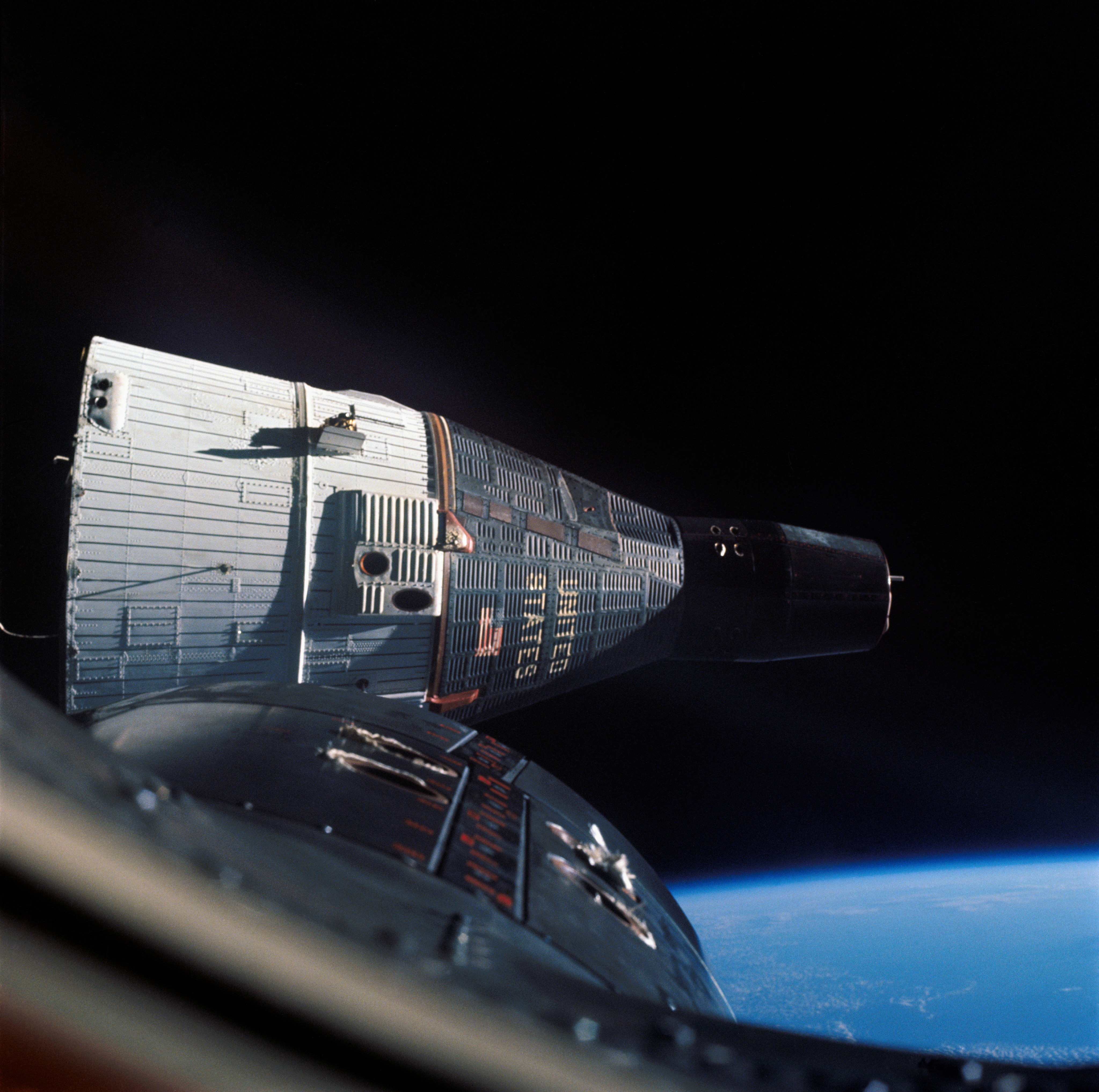
Foto scattata a Gemini 6 prima del rendez-vous

Durante i giorni successivi gli astronauti si alternavano nell'indossare la tuta spaziale, cioè mentre uno la indossava, il secondo continuava a lavorare e anche a dormire vestendo semplicemente l'apposita biancheria intima. Tale prassi non poteva avere un lieto fine e infatti fu inevitabile che a turno uno degli astronauti non si sentisse bene. Infatti il condizionamento dell'aria non poté essere portato su un livello idoneo a entrambi i tipi di abbigliamento, dato che era troppo caldo per chi indossava la tuta spaziale o troppo freddo per chi invece vestiva la sola biancheria intima.
Nonostante l'opposizione degli astronauti, la NASA insistette che in nessun momento entrambi gli astronauti levassero contemporaneamente la tuta spaziale, indicando motivi di sicurezza per tale decisione. Solo dopo parecchi giorni di volo (e altrettante proteste degli astronauti), la richiesta venne accolta, a esclusione del periodo indicato per la manovra di avvicinamento con Gemini 6 e durante la fase di rientro nell'atmosfera terrestre.
Il 15 dicembre avvenne dunque il lancio di Gemini 6A (la denominazione della missione venne modificata da 6 in 6A per sottolineare la modifica totale degli obbiettivi rispetto a quelli originali). Solo poche ore dopo il lancio venne effettuata con successo la manovra rendezvous. Le due capsule si avvicinarono fino a 30 cm, tanto che alla domanda di Lovell "Come è la vista ?" il comandante di Gemini 6A Schirra poté rispondere: "Pessima. Infatti se guardo dalla finestra posso vedere le vostre brutte facce." Ironia e senso dell'umorismo a parte, la missione fu la dimostrazione che entrambe le capsule Gemini potevano essere pilotate senza riscontrare dei problemi.
L'atterraggio in mare avvenne il 18 dicembre dopo ben 330 ore, 35 minuti e un secondo di volo. Borman e Lovell vennero portati con un elicottero di recupero a bordo della USS Wasp, la portaerei che due giorni prima aveva recuperato l'equipaggio di Gemini 6.

## Importanza per il programma Gemini
Il volo di Gemini 7 significò un nuovo record di permanenza in orbita nella storia dei voli dello spazio che venne appena superato nel 1970 con la missione sovietica di Soyuz 9. Fu inoltre la dimostrazione che gli astronauti potevano rimanere nello stato di assenza di gravità per un periodo alquanto superiore a quello necessario per raggiungere la Luna senza incontrare particolari problemi di carattere medico. Inoltre anche il rientro nella forza di gravità terrestre non aveva comportato una lunga fase di adattamento.
Dal punto di vista tecnico, la missione fu un grande successo a dimostrazione dell'idoneità delle capsule Gemini per voli di lunga durata. Inoltre era stata dimostrata in maniera impressionante la possibilità di pilotaggio e di manovra alquanto fine di queste capsule.
Il doppio volo di Gemini 6 e Gemini 7 non solo fu la conclusione dell'anno 1965, ma significò pure il raggiungimento della metà del numero di missioni del programma Gemini che, fino a questo momento, non aveva incontrato particolari difficoltà o problemi e pertanto poté essere valutato come pieno successo. Si era riusciti a effettuare una passeggiata nello spazio nonché la manovra rendezvous di due veicoli spaziali con equipaggio. Per l'anno nuovo e la missione di Gemini 8 venne dunque programmata un'ulteriore apoteosi della storia dei voli nello spazio, cioè l'agganciamento di due veicoli spaziali nell'orbita terrestre. Per le Extra-Vehicular-Activity - EVA cioè le così chiamate "passeggiate nello spazio" invece il lavoro da fare era ancora molto. Infatti l'escursione di Edward H. White fu effettivamente di brevissima durata e pertanto si rendeva necessaria la verifica di come gli astronauti potevano essere messi in grado di lavorare per un periodo prolungato in fuori bordo.